# جیم برگمن
جیم برگمن (انگلیسی: Jim Bregman؛ زادهٔ ۱۷ نوامبر ۱۹۴۱) جودوکار اهل ایالات متحده آمریکا بود.
وی در مسابقات کشوری و بین‌المللی در مجموع برندهٔ ۲ مدال طلا، ۲ مدال برنز شده‌است.